# Unreal Tournament
Unreal Tournament este un joc video științifico-fantastic first-person shooter  dezvoltat de Epic Games și Digital Extremes. Acesta a fost publicat în 1999 de către GT Interactive. Retrospectiv, jocul a fost numit și UT99 sau UT Classic pentru a-l diferenția de continuările sale numerotate. Jocul este bazat pe aceeași tehnologie din spatele jocului Unreal.